# Grand-Corent
Grand-Corent település Franciaországban, Ain megyében. Lakosainak száma 186 fő (2022. január 1.). Grand-Corent Cize, Corveissiat, Hautecourt-Romanèche, Simandre-sur-Suran és Villereversure községekkel határos.

## Népesség
A település népességének változása:
| Lakosok száma | 79   | 76   | 104  | 123  | 174  | 177  | 177  | 183  | 184  | 186  |
|               | 1968 | 1982 | 1990 | 2006 | 2013 | 2015 | 2017 | 2019 | 2020 | 2022 |